# Assedio di Negoro-ji
L'assedio di Negoro-ji (根来寺の戦い?, Negoro-ji no Tatakai)) venne condotto nel 1585 da Toyotomi Hideyoshi durante la sua campagna di sottomissioni dei monaci guerrieri della provincia di Kii.
Il 9 aprile un esercito di 6 000 uomini sotto il comando di Toyotomi Hidetsugu, nipote di Hideyoshi, e Toyotomi Hidenaga, fratellastro di Hideyoshi, entrò nella provincia di Kii. Conquistarono quattro avamposti minori e il giorno 23 dello stesso mese si avvicinarono al tempio di Negoro-ji da due diverse direzioni. Si pensa che la forza militare dei monaci fosse compresa tra 30 000 e 50 000 uomini e le loro abilità con le armi da fuoco erano considerevoli. L'esercito di Hideyoshi mise in atto la più crudele, ma efficace all'epoca, tattica nella guerra dei samurai da usare quando il nemico era asserragliato in complessi fabbricati in legno.
Iniziando dalle residenze dei sacerdoti l'esercito Toyotomi incendiò il complesso e abbatté uno ad uno i monaci guerrieri mentre fuggivano dalle fiamme. Molti di questi tuttavia riuscirono a fuggire nel vicino castello di Ōta, roccaforte dei Saiga Ikki. Il numero esatto dei monaci che perirono nel tempio Negoro-ji rimane incerto.
L'esercito di Hideyoshi inseguì i monaci e li affrontò nuovamente nell'assedio del castello di Ōta.